# Roeselia scripta
Roeselia scripta är en fjärilsart som beskrevs av Moore 1888. Roeselia scripta ingår i släktet Roeselia och familjen trågspinnare. Inga underarter finns listade.